# Waldemar Gajewski
Waldemar Gajewski (ur. 23 listopada 1934 w Warszawie, zm. 29 września 1992 w Gdańsku) – polski aktor teatralny i filmowy.

## Życiorys
Do 1947 roku mieszkał wraz z rodziną w Warszawie, a następnie przeniósł się do Wrocławia. Tam ukończył Technikum Elektryczne (1954), odbył służbę wojskową (1954–1955, po dziesięciu miesiącach został zwolniony do rezerwy jako jedyny żywiciel rodziny) oraz pracował na stanowisku technika dokumentacji w Zjednoczeniu Przemysłu Węgla Brunatnego (1955–1956). W 1956 roku rozpoczął naukę w Studiu Dramatycznym przy wrocławskich Państwowych Teatrach Dramatycznych, zakończoną w 1961 roku zdanym eksternistycznym egzaminem aktorskim.
W latach 1959–1967 występował we Wrocławiu jako aktor Teatru Rozmaitości (1959-1961, 1963−1967) oraz Zespołu Estradowego Śląskiego Okręgu Wojskowego (1961−1963). W 1966 roku debiutował jak asystent reżysera (u Jerzego Jarockiego). Następnie przeniósł się do Gdańska, gdzie aż do śmierci występował oraz pełnił funkcję asystenta reżysera w Teatrze Wybrzeże. W tym okresie wykładał również w istniejącym w latach 1977-1985 Studium Aktorskim przy Teatrze Wybrzeże oraz pełnił funkcję asystenta dyrektora ds. koordynacji pracy artystycznej i technicznej Teatru (1987–1988). Wystąpił także w dwudziestu jeden spektaklach Teatru Telewizji (1970–1991) oraz dwóch audycjach Teatru Polskiego Radia (1979–1980).Zmarł w trakcie przygotowań do spektaklu Biesy, w którym był asystentem reżysera Krzysztofa Babickiego.
Należał PZPR oraz ZASP. Od 1959 roku był żonaty z Jadwigą z domu Monięta, z którego małżeństwa miał dwóch synów (Stefana ur. 1961 i Tomasza ur. 1966). Mieszkał w gdańskich dzielnicach Wrzeszcz i Zaspa.
Został pochowany na gdańskim Cmentarzu Łostowickim.

## Filmografia[1]
- Tylko Beatrycze (1975)
- Kazimierz Wielki (1975)
- Znak orła (1977) – odc. 1
- Struny (1977)
- Wkrótce nadejdą bracia (1985)
- Przyłbice i kaptury (1985) – odc. 1
- Mokry szmal (1985) – gracz na wyścigach
- Medium (1985)
- Zmowa (1988) – lekarz przy egzekucji